# Eli Corrêa
Antônio Eli Corrêa (Sertaneja, 9 de abril de 1952), mais conhecido apenas como Eli Corrêa, é um radialista, empresário de eventos e político brasileiro, filiado ao União Brasil (UNIÃO).
Célebre como "O homem sorriso do rádio" e principalmente pelo seu bordão "Oiiiii, gente!", Eli apresenta programas de rádio há mais de 46 anos.
Exerce atualmente seu primeiro mandato como vereador na cidade de São Paulo.

## Biografia

### Juventude
Filho mais velho de Benedito Leite Corrêa e Inguer Campoli, Eli passou a infância com um microfone nas mãos.
Na escola, um dia o professor Luís Fabretti pediu a Eli que lêsse um trecho da lição em voz alta. Após a leitura por parte de Eli, todos os alunos e sobretudo o próprio Luís ficaram impressionados com a desenvoltura do menino, e no fim da aula, Luís chamou Eli e disse-lhe: "Você tem uma voz muito bonita e lê muito bem, com todas as intenções e pontuações necessárias. Você poderia ser locutor!". Como Eli já gostava da arte da locução e ainda recebeu esse incentivo, passou a pensar em trabalhar como locutor.
Mais tarde, trabalhando ainda jovem em uma loja das Casas Pernambucanas, Eli pediu timidamente para falar um pouco no lugar do locutor da loja e todos os que ouviram gostaram, o que rendeu-lhe a contratação automática pela loja como locutor oficial.

### Início na carreira
Eli começou a sua carreira na cidade paulista de Barra Bonita. Mudou-se em 1972 para São Paulo, onde estreou na Rádio São Paulo. Atuou também nas rádios Tupi, Record (onde ganhou do então diretor Chico Paes de Barros o bordão "o homem sorriso do rádio"), Globo, América e Top FM.
Na Capital, onde trabalhava desde 2001, Eli consolidou sua carreira e levou a emissora ao primeiro lugar em audiência no AM paulistano.  

### Como empresário
Eli é, ainda, um produtor de eventos, o dono do trabalho de ajuda social Clube da Amizade fundado há mais de 40 anos.
Possui muitos livros, alguns cds de mensagens e é um grande prestador de serviços, tendo dias mais de 200.000 cadeiras de rodas.

### Em outras mídias
Eli participou de um episódio do extinto seriado do SBT Ô... Coitado! com Gorete Milagres e Moacyr Franco.
Possui o canal no YouTube: elicorreaoficial, o Instagram e o Facebook. 
Está trabalhando no Podcast: Com saudade de você.

### Vida pessoal
Eli  é casado com a ex-cantora e atualmente também radialista Cinthia Corrêa, e é o pai do deputado federal pelo DEM de São Paulo e também radialista Eli Corrêa Filho e da bailarina, professora de flamenco, produtora da carta da saudade e  radialista Ursula Pacolo Corrêa.

### Eleições 2020
Em agosto de 2020, Corrêa licenciou-se do rádio para disputar as eleições pelo DEM,partido no qual o filho é filiado. Nas eleições Corrêa foi eleito com 32.482 votos.

### Retorno ao rádio
Em 30 de novembro de 2020, após 5 meses afastado do rádio, Eli Corrêa estreou seu programa na Super Rádio e na Top FM simultaneamente no horário de 12h às 14h30, seguido do programa de sua esposa Cinthya também pelas 2 emissoras de 14h30 as 16h.